# Throwback Thursday
Throwback Thursday (com a sigla de TBT) é uma gíria popular que traduzido significa Quinta-feira do retorno ou Quinta-feira da nostalgia, costuma-se ser incluída em legendas para fotos antigas que os usuários publicam às quintas-feiras. Já virou tradição postarem fotos de viagem, lembranças ou cliques da infância utilizando #tbt ou #ThrowbackThursday.

## Origem
A expressão surgiu pela primeira vez no ano de 2003, quando foi definida pelo site Urban Dictionary. Porém, o throwback thursday apareceu novamente apenas em 2006, como título de uma série de cartuns no blog do desenhista Saxton Moore. De acordo com os pesquisadores da web, 2006 é o ano-chave para o termo, pois muitos creditam ao empresário norte-americano Matt Halfhill a criação e o significado que a expressão possui hoje.

## Uso
Desde o início do Twitter, alguns tweets citavam o termo Throwback Thursday, mas foi em 2012 que o termo começou a fazer sucesso para relembrar fatos e acontecimentos antigos. Em abril de 2012, a #TBT superou o termo e se consolidou como uma tradição semanal, às quintas-feiras, com fotos de momentos marcantes, mas que aconteceram no passado.
Depois da #tbt, ainda criaram outra tag muito usada, a #fbf, flashback friday. A expressão pode ser traduzida para o português por algo como "sexta-feira do flashback ou do fato passado", e tem a mesma ideia de compartilhar fotos não recentes, só que ao invés das quintas-feiras é um dia depois, nas sextas-feiras, para contemplar aquelas pessoas que deixaram de fazer a publicação no dia anterior.

## Flashback Friday
Flashback Friday (com a sigla de FBF) é utilizado geralmente para indicar que o conteúdo da publicação é uma lembrança de algo que aconteceu no passado. Os usuários do Twitter, Instagrammers ou blogueiros podem postar uma imagem, vídeo ou música do passado e marcar a postagem com #ThrowbackThursday ou #FlashbackFriday, dependendo do dia da semana utilizando #fbf ou #FlashbackFriday.